# Гладіатор (рід)
Гладіатор (Malaconotus) — рід горобцеподібних птахів родини гладіаторових (Malaconotidae). Представники цього роду мешкають в Африці на південь від Сахари.

## Види
Виділяють шість видів:
- Гладіатор червоногрудий (Malaconotus cruentus)
- Гладіатор схиловий (Malaconotus lagdeni)
- Гладіатор зеленогрудий (Malaconotus gladiator)
- Гладіатор сіроголовий (Malaconotus blanchoti)
- Гладіатор гірський (Malaconotus monteiri)
- Гладіатор чорноголовий (Malaconotus alius)

## Етимологія
Наукова назва роду Malaconotus походить від сполучення слів дав.-гр. μαλακος — м'який, ніжний і дав.-гр. νωτος — спина.